# Инанли (дем Синтика)
Вижте пояснителната страница за други значения на Инанли.
Инанли (на гръцки: Κάτω Αμπέλα, Като Амбела, до 1926 Κάτω Ινανλή или Κάτω Ινανλί, Като Инанли) е село в Република Гърция, Егейска Македония, дем Синтика на област Централна Македония с 219 жители (2011).

## География
Селото е разположено на два километра южно от град Валовища (Сидирокастро) в западното подножие на Шарлия (Врондос) на 184 метра надморска височина. Селото се състои от две махали – Горно и Долно Инанли (Ано и Като Амбела), от които горната махала днес е заличена.

## История

### В Османската империя
През XIX век Дервент е изцяло турско село в Демирхисарската каза на Османската империя. В „Етнография на вилаетите Адрианопол, Монастир и Салоника“, издадена в Константинопол в 1878 година и отразяваща статистиката на населението от 1873 година, Инанли (Inanli) е посочено като село с 16 домакинства, като жителите му са 40 мюсюлмани. Според статистиката на Васил Кънчов („Македония. Етнография и статистика“) в 1900 година селото има 260 жители, всички турци.

### В Гърция
В 1913 година след Междусъюзническата война селото остава в Гърция. Населението му се изселва в Турция и на негово място са настанени гърци бежанци. В 1926 година селото е прекръстено на Амбела. Според преброяването от 1928 година Долно Инанли е изцяло бежанско село с 44 бежански семейства и 161 души, а Горно – с 23 семейства и 83 души бежанци.